# 주간경향배 패왕전
주간경향배 패왕전(-覇王戰)은 경향신문사에서 주최하고 롯데그룹이 협찬했던 장기 기전이다. 1987년에 개최 하여 총 3회까지 진행하였다.

## 역대 우승자
| 횟수 | 년도          | 우승   | 준우승 |
| ---- | ------------- | ------ | ------ |
| 1회  | 1987년~1988년 | 김경만 | 박광일 |
| 2회  | 1989년~1990년 | 송종일 | 강인식 |
| 3회  | 1991년        | 이남춘 | 최성우 |